# Étival-Clairefontaine
Étival-Clairefontaine település Franciaországban, Vosges megyében. Lakosainak száma 2454 fő (2022. január 1.). Étival-Clairefontaine Raon-l’Étape, Nompatelize, Moyenmoutier, Sainte-Barbe, Saint-Benoît-la-Chipotte, Saint-Remy és La Voivre községekkel határos.

## Népesség
A település népességének változása:
| Lakosok száma | 2604 | 2603 | 2651 | 2616 | 2618 | 2610 | 2558 | 2506 | 2454 |
|               | 2013 | 2015 | 2016 | 2017 | 2018 | 2019 | 2020 | 2021 | 2022 |